# Fresh TV Inc.
Fresh TV è una compagnia di produzione canadese specializzata nell'intrattenimento giovanile. Questa società ha avuto successo istituendo a livello internazionale serie animate come 6teen e A tutto reality, e di recente telefilm come La mia babysitter è un vampiro e Miss Reality.

## Produzioni
- 6teen 91 episodi + 2 speciali, 7 novembre 2004 - 11 febbraio 2010
- A tutto reality 117 episodi + 2 speciali, 8 luglio 2007 - Oggi (in corso)
- Stoked - Surfisti per caso 52 episodi, 25 giugno 2009 - 26 gennaio 2013
- La mia babysitter è un vampiro 26 episodi + il film, 28 febbraio 2011 - Oggi
- Miss Reality 26 episodi, 20 aprile 2011 - 5 aprile 2013
- Grojband 52 episodi, 10 giugno 2013 – 12 aprile 2015
- Bunks 27 ottobre 2013
- A tutto reality presenta: Missione Cosmo Ridicola 26 episodi, 7 settembre 2015 - Oggi
- Backstage 14 episodi,  18 marzo 2016 - oggi
- A tutto reality - Le origini  2018 - 2022